# کیم سو-هی (خواننده، زاده ۱۹۹۵)
کیم سو-هی (به انگلیسی: Kim So-hee)(زاده ۲۰ ژانویه ۱۹۹۵) خواننده کره‌ای است.
او عضو گروه آی.بی.آی بود.